# Lagochile cetonioides
Lagochile cetonioides är en skalbaggsart som beskrevs av Jean Guillaume Audinet Serville 1825. 
Lagochile cetonioides ingår i släktet Lagochile och familjen Rutelidae. Inga underarter finns listade i Catalogue of Life.